# Sefapanosaurus
Sefapanosaurus zastronensis is een plantenetende dinosauriër, behorend tot de Sauropodomorpha, die tweehonderd miljoen jaar geleden leefde in het gebied van het huidige Zuid-Afrika.

## Vondst en naamgeving
Tussen 1936 en 1948 werden er door A.W. Keyser in Oranje Vrijstaat, dertig kilometer van de grens van Lesotho, botten gevonden van sauropodomorfen. Die werden aan Euskelosaurus toegewezen en grotendeels vergeten, deel van de verzameling van de Universiteit van Witwatersrand, totdat ze in de eenentwintigste eeuw door Adam Yates werden toegewezen aan Aardonyx. Nieuw onderzoek door Emil Krupandan wees echter uit dat het vermoedelijk een aparte soort betrof.
De typesoort Sefapanosaurus zastronensis is in 2015 benoemd en beschreven door Alejandro Otero, Emil Krupandan, Diego Pol, Anusuya Chinsamy en Jonah Choiniere. De geslachtsnaam is afgeleid van het Sesotho sefapano, "kruis", wat mede een verwijzing is naar de kruisvorm van het sprongbeen. De soortaanduiding verwijst naar het plaatsje Zastron.
Het holotype, BP/1/386, is gevonden in een laag van de Elliotformatie die dateert van de grens tussen het Trias en het Jura, ongeveer tweehonderd miljoen jaar oud. De precieze vondstlocatie is niet meer bekend en daarmee valt ook de ouderdom niet exacter vast te stellen. Het bestaat uit een gedeeltelijk skelet zonder schedel dat in feite niet veel meer dan een linkermiddenvoet omvat: het sprongbeen, het hielbeen, een mogelijk vierde onderste tarsale en het derde, vierde en vijfde middenvoetsbeen. Naast het holotype zijn losse botten van minstens drie andere individuen aan de soort toegewezen, de specimina BP/1/7409-7455. Deze omvatten vijf halswervels, acht ruggenwervels, twee sacrale wervels, zes staartwervels, een chevrons, een schouderblad, een ravenbeksbeen, een opperarmbeen, twee rechterspaakbeenderen, een ellepijp, twee polsbeenderen, een eerste, tweede en vijfde middenhandsbeen, het eerste kootje van een eerste vinger, het eerste kootje van een vijfde vinger, een vijfde handklauw, een stuk schaambeen, een stuk zitbeen, vier dijbeenderen, een scheenbeen, een kuitbeen en een tweede middenvoetsbeen. Veel van het materiaal is onvolledig en beschadigd. Alle beenderen op de locatie gevonden lijken toe te behoren aan één soort.

## Beschrijving

### Grootte en onderscheidende kenmerken
Sefapanosaurus is een middelgrote basale sauropodomorf. De lichaamslengte is ongeveer vier tot vijf meter. 
De beschrijvers wisten enkele autapomorfieën, unieke afgeleide eigenschappen, vast te stellen van het holotype. De opgaande tak van het sprongbeen is hoog, met een lengte gelijk aan 35% van de breedte van het hoofdlichaam. De opgaande tak heeft een driestralige, T-vormige, dwarsdoorsnede; hiernaar verwijst de geslachtsnaam. De opgaande tak wordt aan de binnenzijde en achterzijde begrensd door welgevormde rechte dikke richels die een cirkelvormige dwarsdoorsnede hebben.
Ook het toegewezen materiaal toont autapomorfieën. Het ravenbeksbeen heeft een lange richel lopen van de bovenste voorrand tot aan het foramen coracoideum. Bij het bovenvlak van de ellepijp is het binnenste voorste uitsteeksel tweemaal zo lang als het buitenste voorste uitsteeksel en loopt taps toe. Het onderste eerste carpale heeft een naar boven gerichte punt aan de achterzijde wat in achteraanzicht een driehoekige vorm oplevert. Het ondervlak van het kuitbeen heeft een naar voren en binnen gericht uitsteeksel.
Daarnaast is er bij het toegewezen materiaal een uniek combinatie van op zich niet unieke kenmerken aanwezig. De achterkant van het ruggenmergkanaal van wervels van de rug is spleetvormig. De doornuitsteeksels van de voorste staartwervels hebben een basis waarvan de lengte groter is dan de helft van de lengte van de wervelboog. De achterste staartwervls hebben een vierkante dwarsdoorsnede. Het spaakbeen heeft een bult voor de bevestiging van de musculus biceps brachii en bulten aan de onderste achterzijde. Het eerste middenhandsbeen heeft een sterk holle binnenrand. De onderrand van het eerste kootje van de eerste vinger is goed ontwikkeld met een naar boven gerichte punt. Het vijfde middenhandsbeen is langer dan breed met een plat bovenvlak. Het eerste middenhandsbeen is kort en breed met een bovenste breedte die groter is dan de totale lengte van het bot.

### Skelet
De halswervels hebben de typische langgerekte vorm van basale Sauropodomorpha. Opvallend is dat ook wervels van de middennek gekield zijn. Anders dan bij Aardonyx zijn de zijuitsteeksels goed ontwikkeld. Ook de epipofysen zijn welgevormd maar halen de achterranden van de achterste gewrichtsuitsteeksels niet. De ruggenwervels hebben als secundaire gewrichtsverbinding een goed ontwikkeld hypantrum-hyposfeen-complex en de hyposfeen komt niet boven de wervelboog uit, een basaal kenmerk. De achterkant van het ruggenmergkanaal is V-vormig met de punt naar beneden gericht. In deze groeve liggen twee lensvormige foramina. De ruggenwervels hebben geen echte pleurocoelen. In de sacrale wervels liggen de facetten voor het contact met de sacrale ribben op de voorste helft van het wervellichaam en lopen naar voren en ver beneden uit. De brede doornuitsteeksels bij de voorste staartwervels zijn een zeer basaal kenmerk. De chevron heeft de normale Y-vorm.
Bij het schouderblad maakt de onderrand een haakse hoek met de achterrand van het schoudergewricht; vaak is de hoek stomper. Op de onderkant van de binnenzijde bevindt zich een richel. Het ravenbeksbeen heeft een dikke bult aan de onderzijde. De unieke richel raakt het foramen coracoideum niet. 
In het opperarmbeen heeft de deltopectorale kam een rechte voorste zijrand. Bij de robuuste ellepijp is de groeve tussen de voorste uitsteeksels van het bovenvlak opvallend diep. Dat het binnenste, coronoïde, uitsteeksel zo lang is, gelijk aan 42% van de totale lengte, vormt een afgeleid kenmerk. De tapse vorm is opvallend; meestal is het uitsteeksel afgerond. De rand met de groeve is ook uitgehold. De voorrand van de schacht kromt hol. Het onderste uiteinde is verbreed, een basaal kenmerk. Het bovenvlak van het lichtgebouwde spaakbeen heeft het profiel van een afgeronde rechthoek in plaats van driehoekig te zijn. Boven het midden van de binnenste voorrand bevindt zich een opvallend grote bult. De richel en groeve van de onderste achterrand zijn minder langwerpig dan bij Aardonyx. 
Het onderste eerste carpale is ovaal en een stuk kleiner dan het bovenvlak van het eerste middenhandsbeen waar het contact mee maakt, een zeer basaal kenmerk dat bekend is van Efraasia en Mussaurus. Bij het eerste middenhandsbeen is de breedte overdwars ongeveer 80% van de lengte, een verhouding die tussen basale en afgeleide vormen instaat. De onderste binnenrand is opvallend hol. De omtrek van de schacht is 75% groter dan bij het tweede middenhandsbeen terwijl een dubbele omtrek normaal is. Het robuuste eerste kootje van de eerste vinger is extreem kort en gedrongen, met de lengte maar 80% van de breedte. Het heeft een verbreed vierkant bovenvlak. De opstaande lip aan de onderrand, die de onderste gewrichtsknobbels bedekt, komt in minder extreme vorm ook bij Mussaurus voor. Het ondervlak is trapeziumvormig en 60° naar binnen gewrongen ten opzichte van het bovenvlak, een situatie die bij verschillende basale sauropodomorfen waaronder zelfs basale sauropoden, voorkomt. De binnenzijde en buitenzijde van het tweede middenhandsbeen lopen niet evenwijdig aan elkaar. De onderste buitenrand heeft een gevorkte inkeping. De vijfde vinger draagt nog een kleine klauw.
Het dijbeen heeft een ronde kop. Het scheenbeen is matig robuust. Het ondervlak van het kuitbeen is druppelvormig met een uniek uitsteeksel op de binnenste voorkant.
Het sprongbeen heeft in het algemeen normale profiel, in bovenaanzicht een afgeronde rechthoek vormend, met een afgeronde binnenrand en een holle buitenrand voor het contact met het hielbeen. Beide randen zijn ongeveer even lang; bij veel verwanten is de binnenrand korter. De opgaande tak echter, de processus ascendens die het scheenbeen van voren overgroeit, heeft een unieke vorm. Dit is enerzijds gelegen in de grote hoogte ervan — 25 à 27% is normaal in plaats van 35% — en anderzijds in het veel dikker zijn van de buitenrand van de tak. Door dit laatste ontstaat de T-vorm. De richels langs de randen van de tak zijn recht en dik; bij verwanten zijn ze dun. De beschrijvers achtten het onwaarschijnlijk dat deze bouw het gevolg was van ziekte of verwonding die het bot deed zwellen daar de botranden veel te glad en gelijkmatig zijn. Overigens maken de richels deel uit van de tak zelf; het zijn dus geen opstaande omvattende randen van het scheenbeen. Het holotype omvat dit scheenbeen namelijk helemaal niet zodat de precieze relatie met het sprongbeen onduidelijk blijft. Het hielbeen heeft een rechthoekig zijvlak zonder groeve. Het tweede middenvoetsbeen heeft een zandlopervormig bovenvlak.

## Fylogenie
Sefapanosaurus is basaal in de Sauropodomorpha geplaatst maar vrij dicht bij de Sauropoda, boven Massospondylus. Sefapanosaurus viel uit in een polytomie of kam met Aardonyx, Leonerasaurus en de klade van Melanorosaurus en alle hogere Sauropodomorpha.
De beschrijvers wezen erop dat basale Sauropodiformes bijna uitsluitend van Gondwana bekend zijn — met uitzondering van de fragmentarische Camelotia — en dat dit door Sefapanosaurus weer eens beklemtoond wordt. Veel van zijn kenmerken werden vroeger als synapomorfieën van de Sauropoda gezien, een teken dat die groep zich niet heel duidelijk van meer basale vormen onderscheidt.